# Vico Magistretti
Vico Magistretti (6 de octubre de 1920 - 19 de septiembre de 2006) fue un diseñador industrial italiano, dedicado al mobiliario y a la arquitectura. 

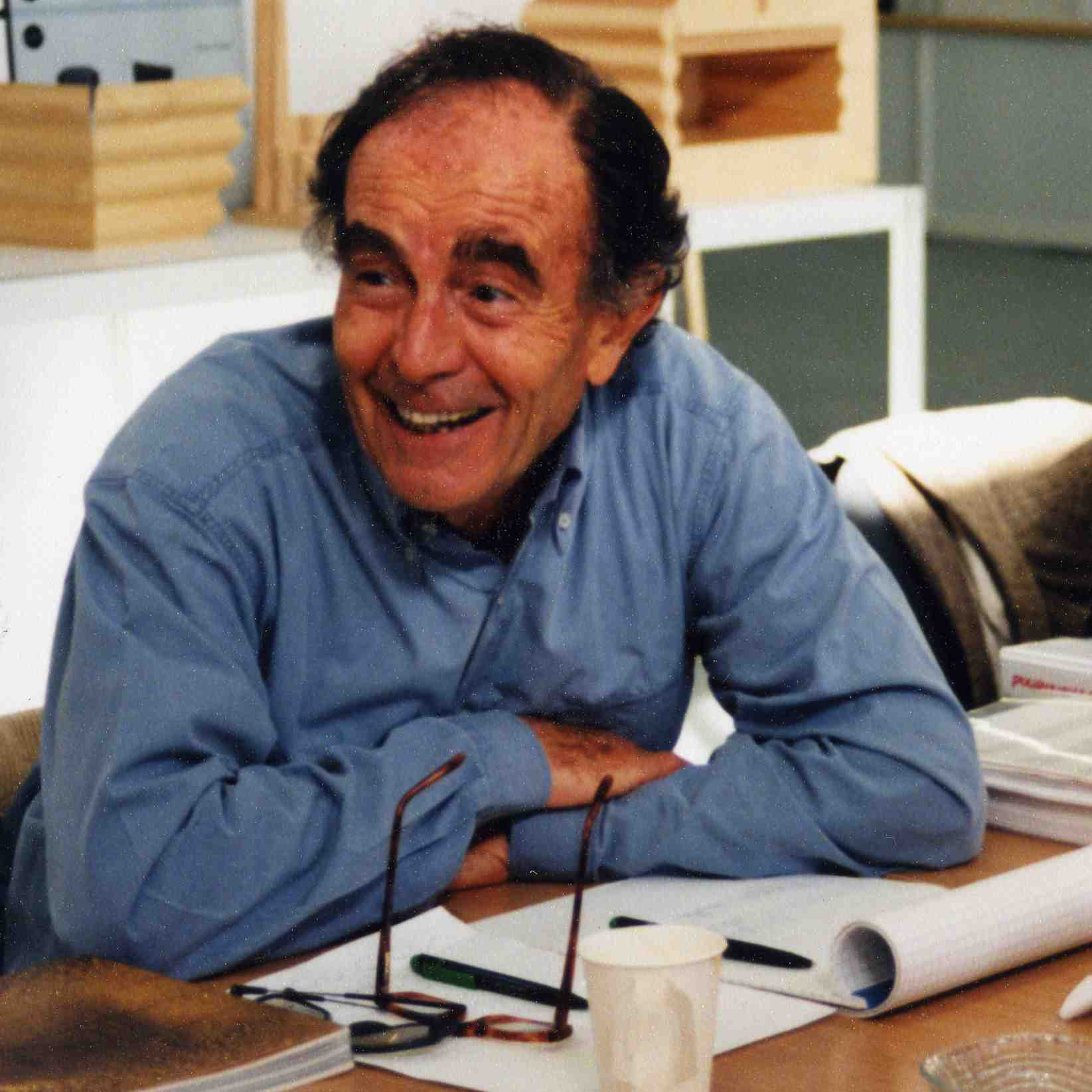
Vico Magistretti

## Trayectoria
Se graduó del Politécnico de Milán en 1945, y se convirtió en seguidor de Ernesto Nathan Rogers. Durante los años 50 se consagró al diseño de mobiliario de producción masiva. Son célebres algunas de sus lámparas, como la llamada Eclisse.
Algunos de sus diseños están presentes en importantes museos de Europa, Estados Unidos y Japón. El MoMA de Nueva York alberga objetos de Magistretti en su colección permanente.

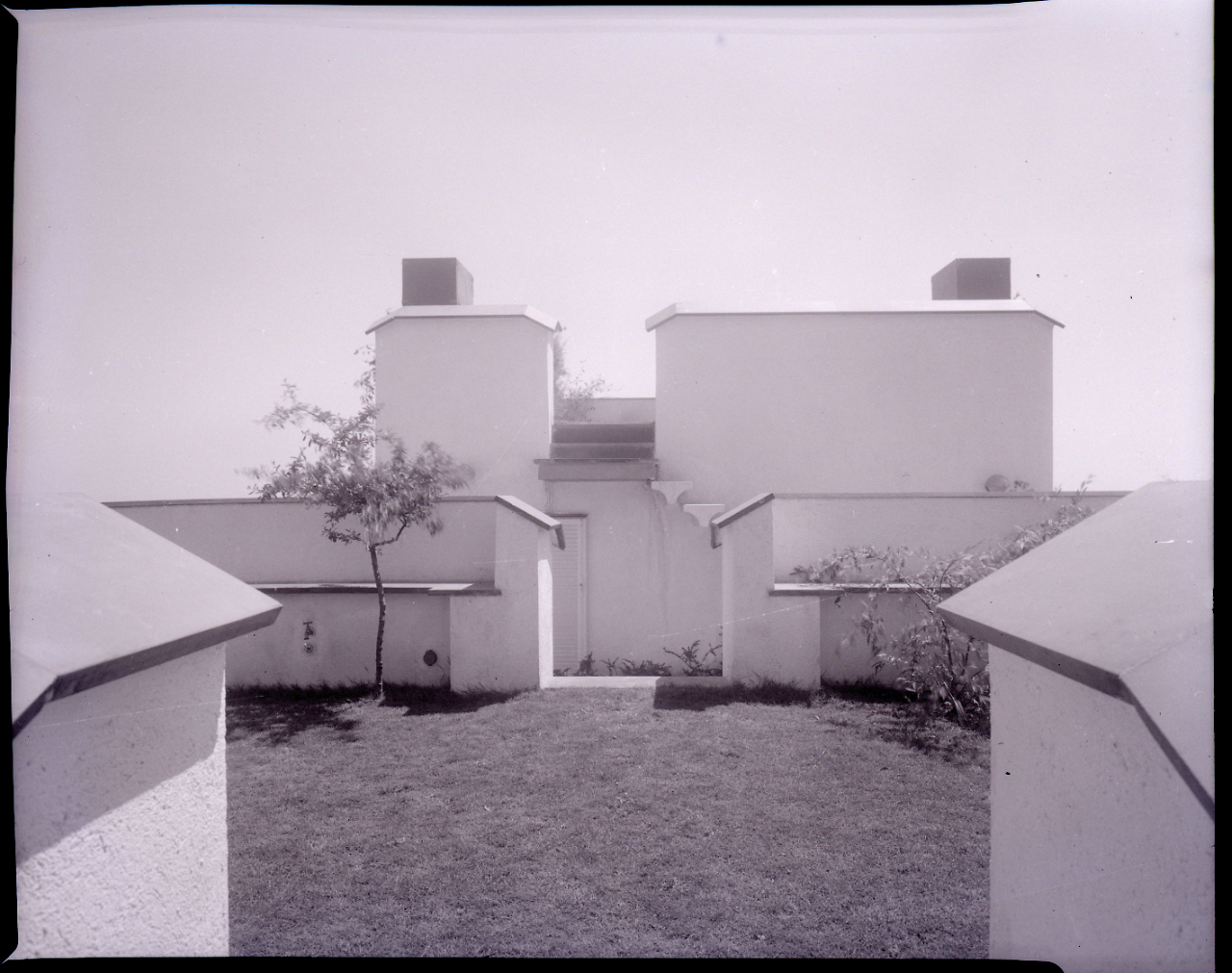
Villa Arosio, Arenzano (1958). Foto por Paolo Monti, 1959.

## Premios
Vico Magistretti recibió muchos premios a lo largo de su vida, entre ellos:
- Medalla de Oro en la Trienal de 1951.
- Gran Prix de la Trienal de 1954.
- Premio Compasso d'Oro 1967.
- Premio Compasso d'Oro 1979.
- Medalla de Oro de la Chartered Society of Industrial Artists & Designers en 1986.

## Galería

Design por Magistretti
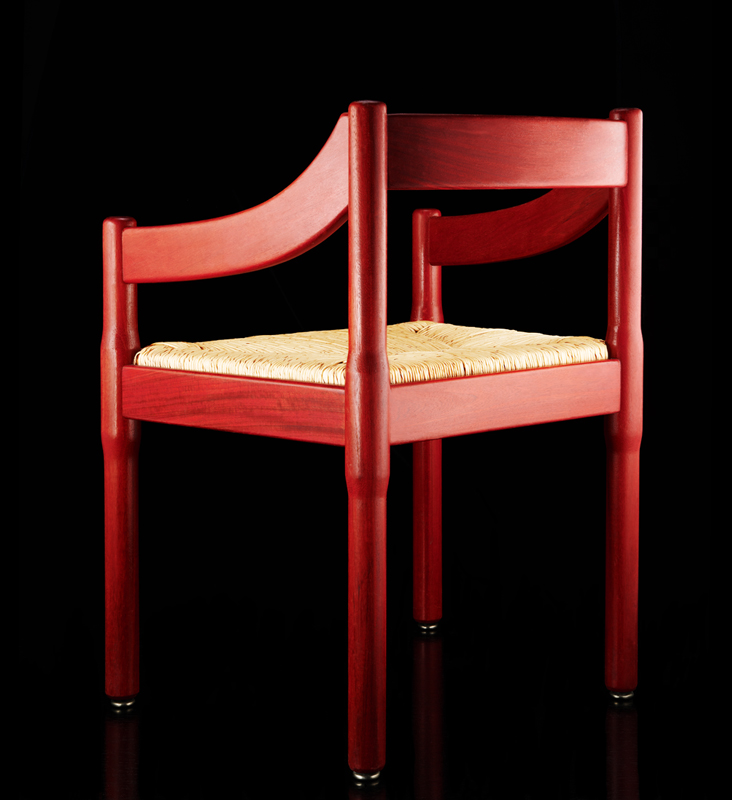
Carimate Chair Back 1959
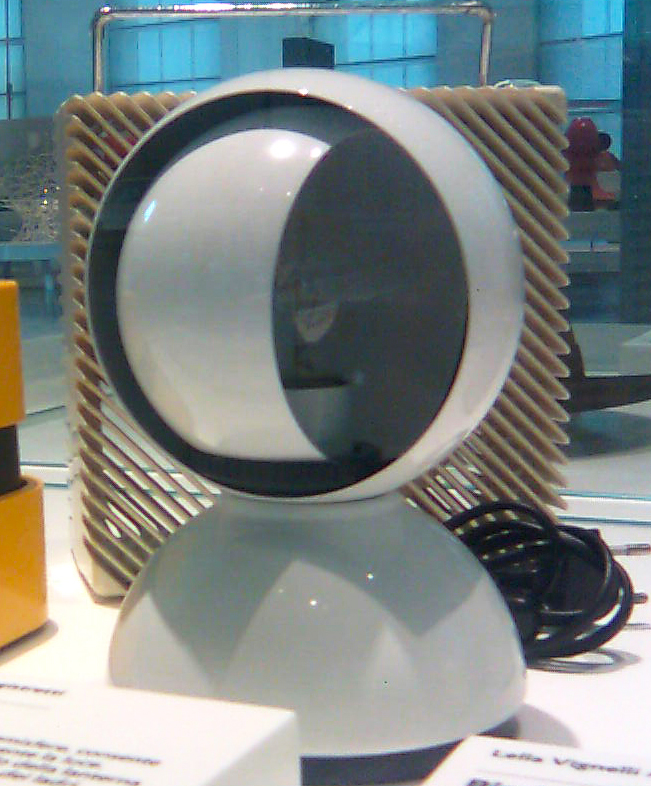
Eclisse lamp 1965
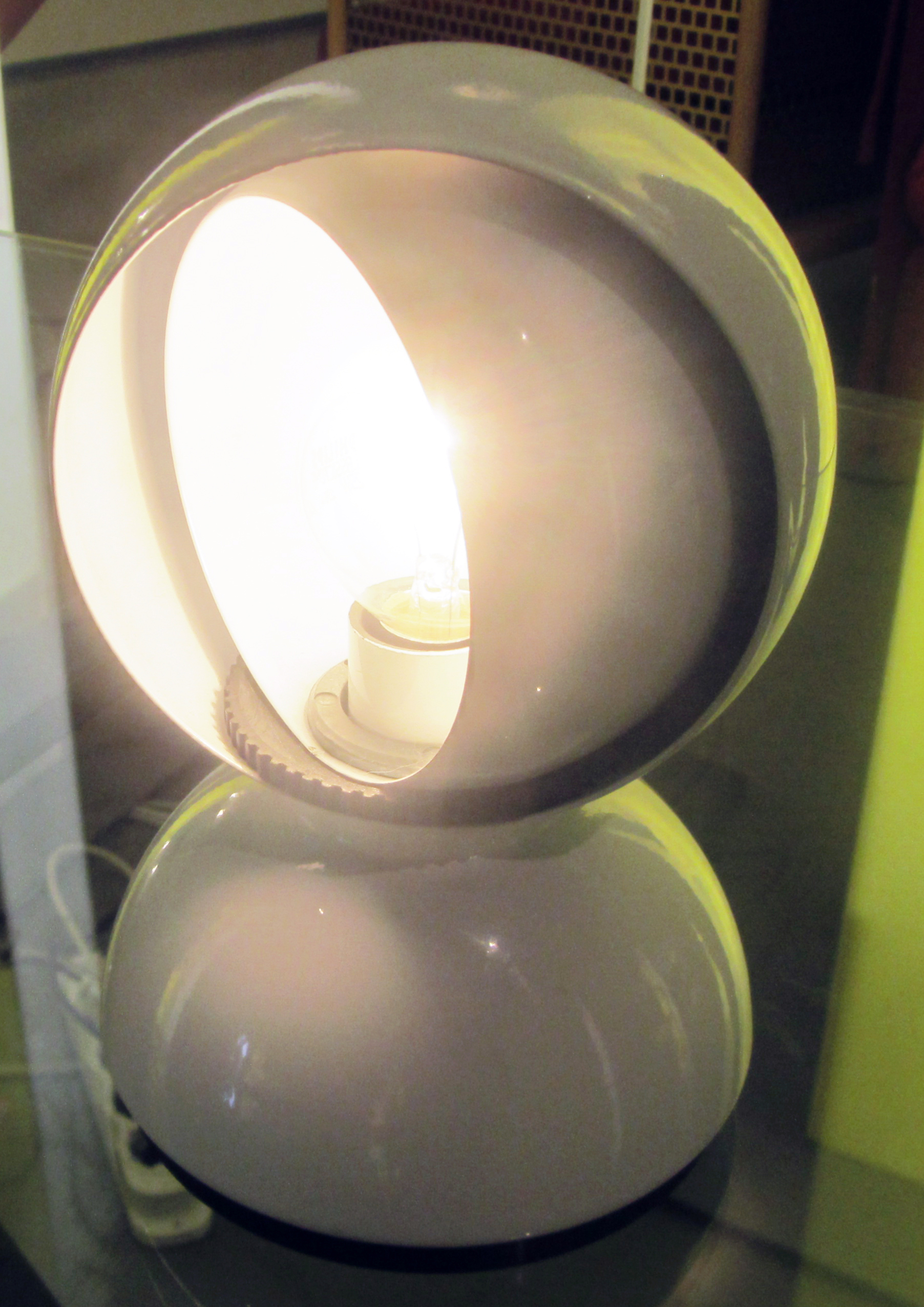
Eclisse lamp 1965
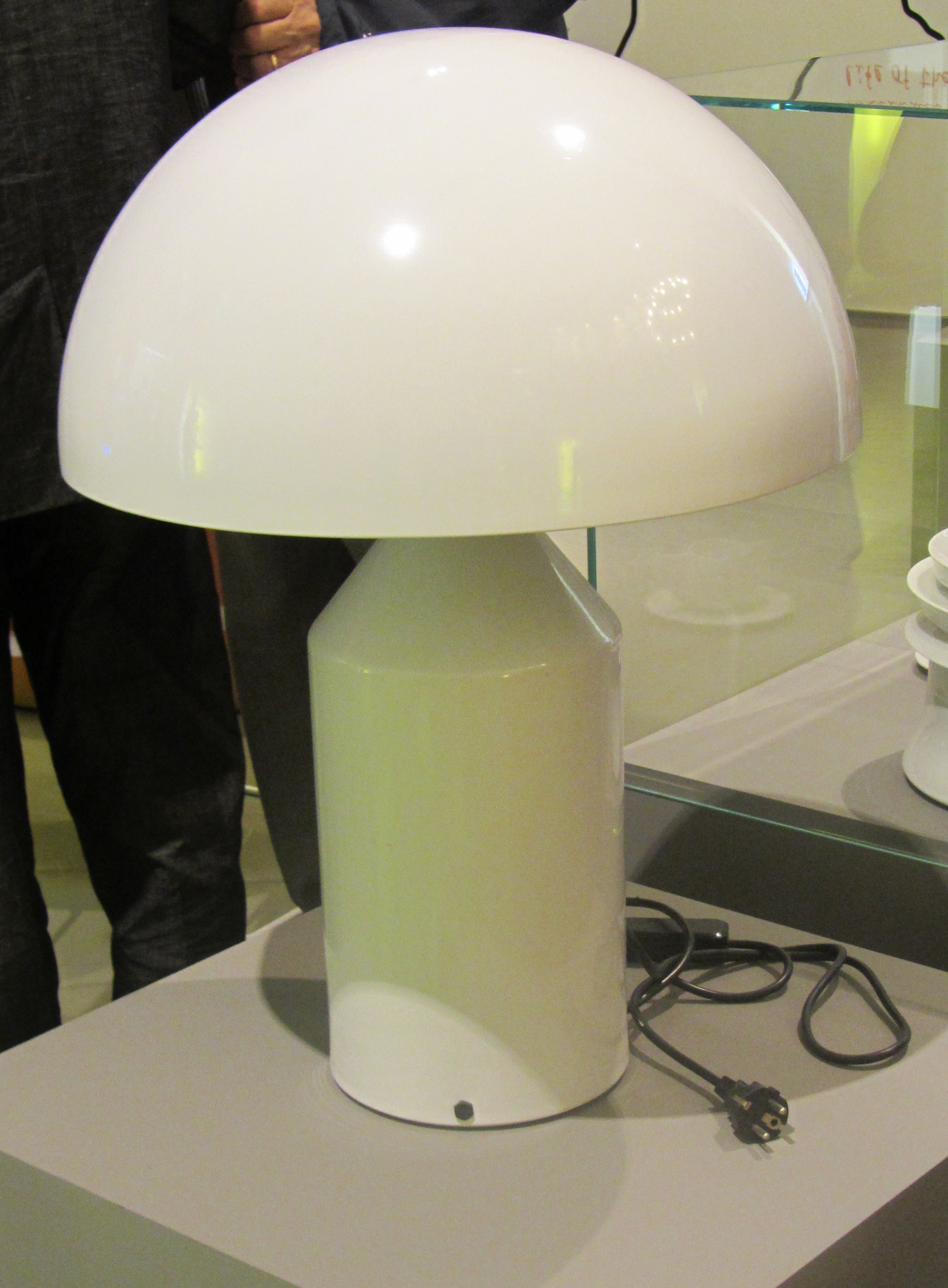
Oluce lamp 1977
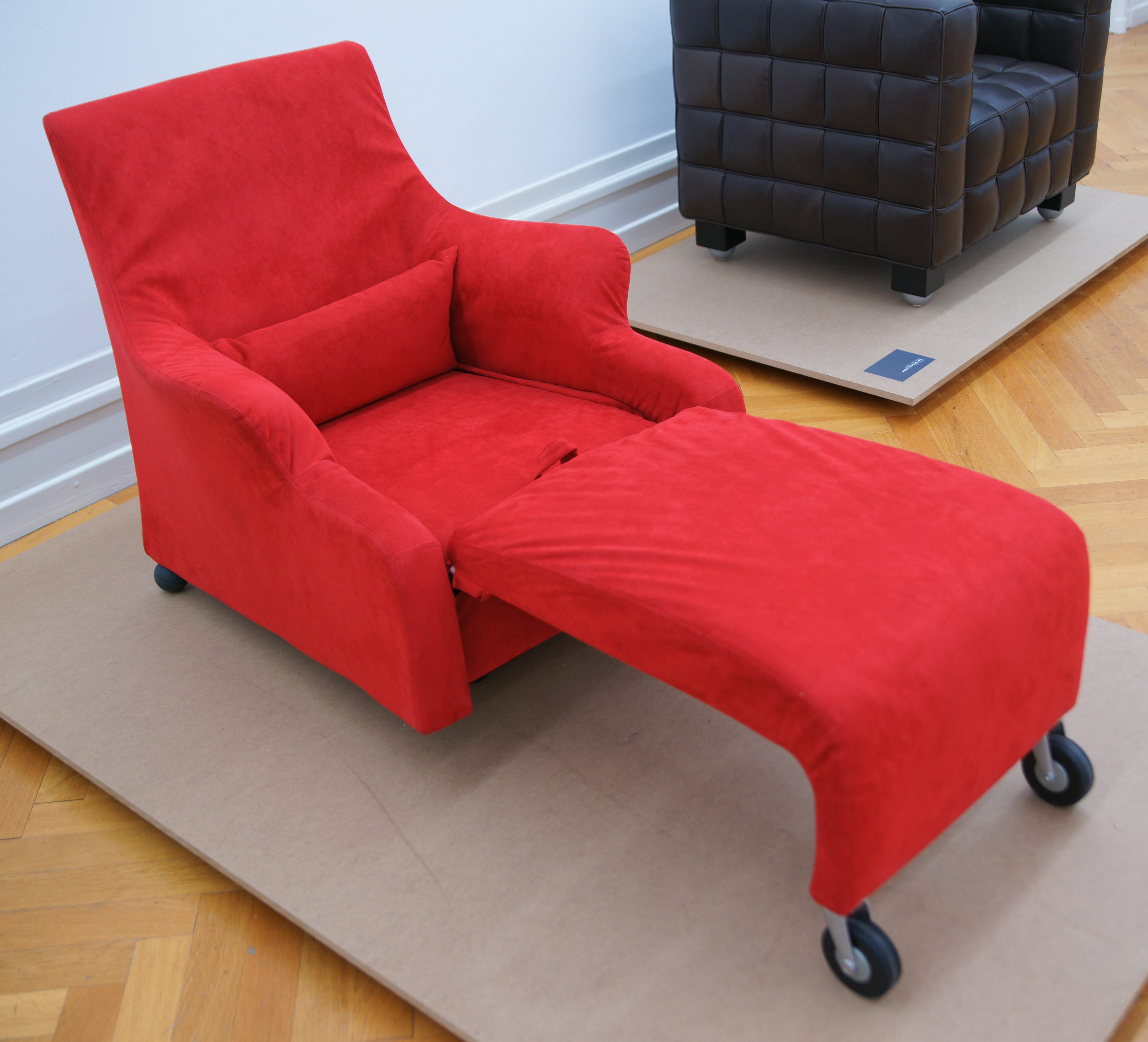
Chaise Longue 1996

Arquitecturas por Magistretti en Lombardía (Italia) fotografiadas por Paolo Monti
Edificio en corso Europa 22, Milán (1955-1957), detalleEdificio en corso Europa 22, Milán (1955-1957), detalle
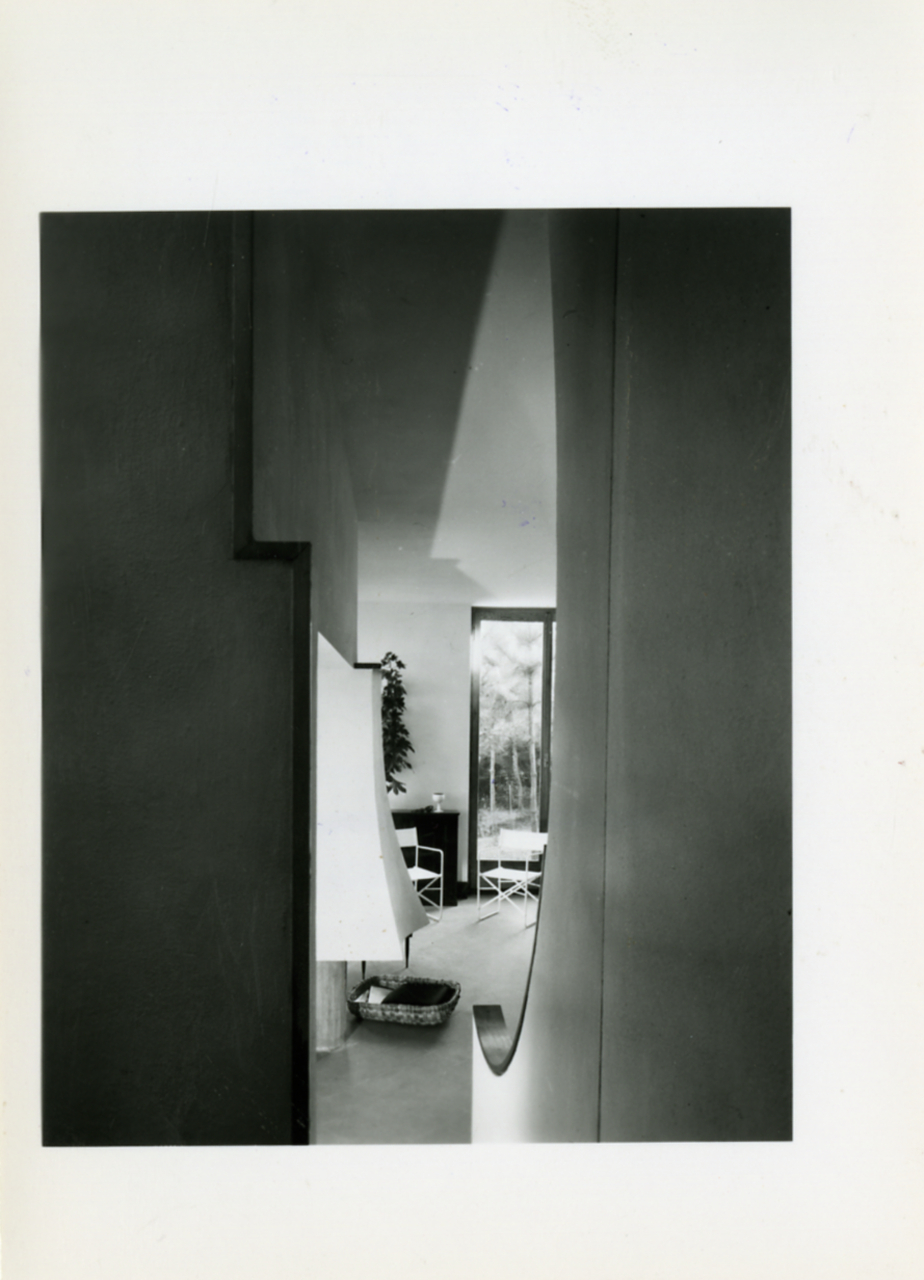
Villa Arosio, Arenzano (1958): interiores
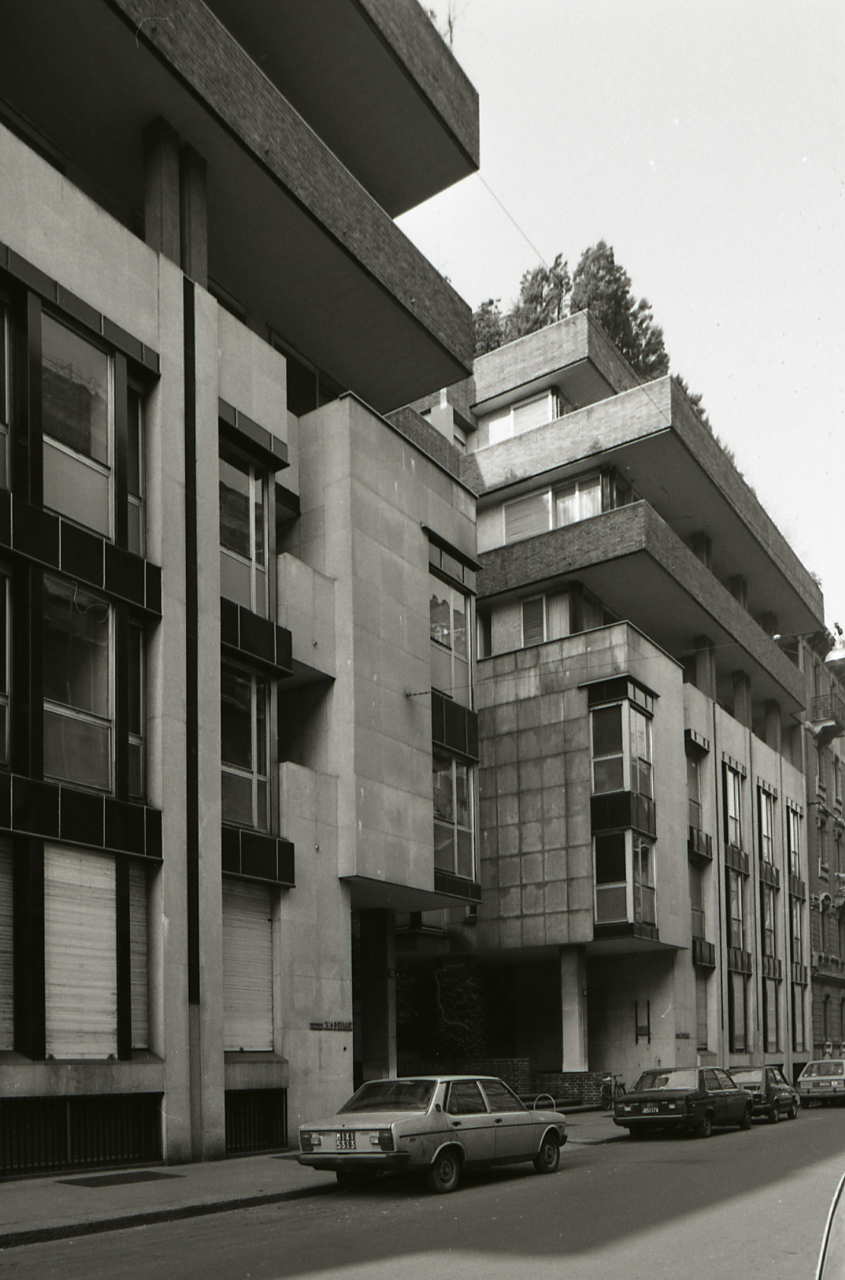
Edificio en via Leopardi, Milán (con Guido Veneziani), 1961
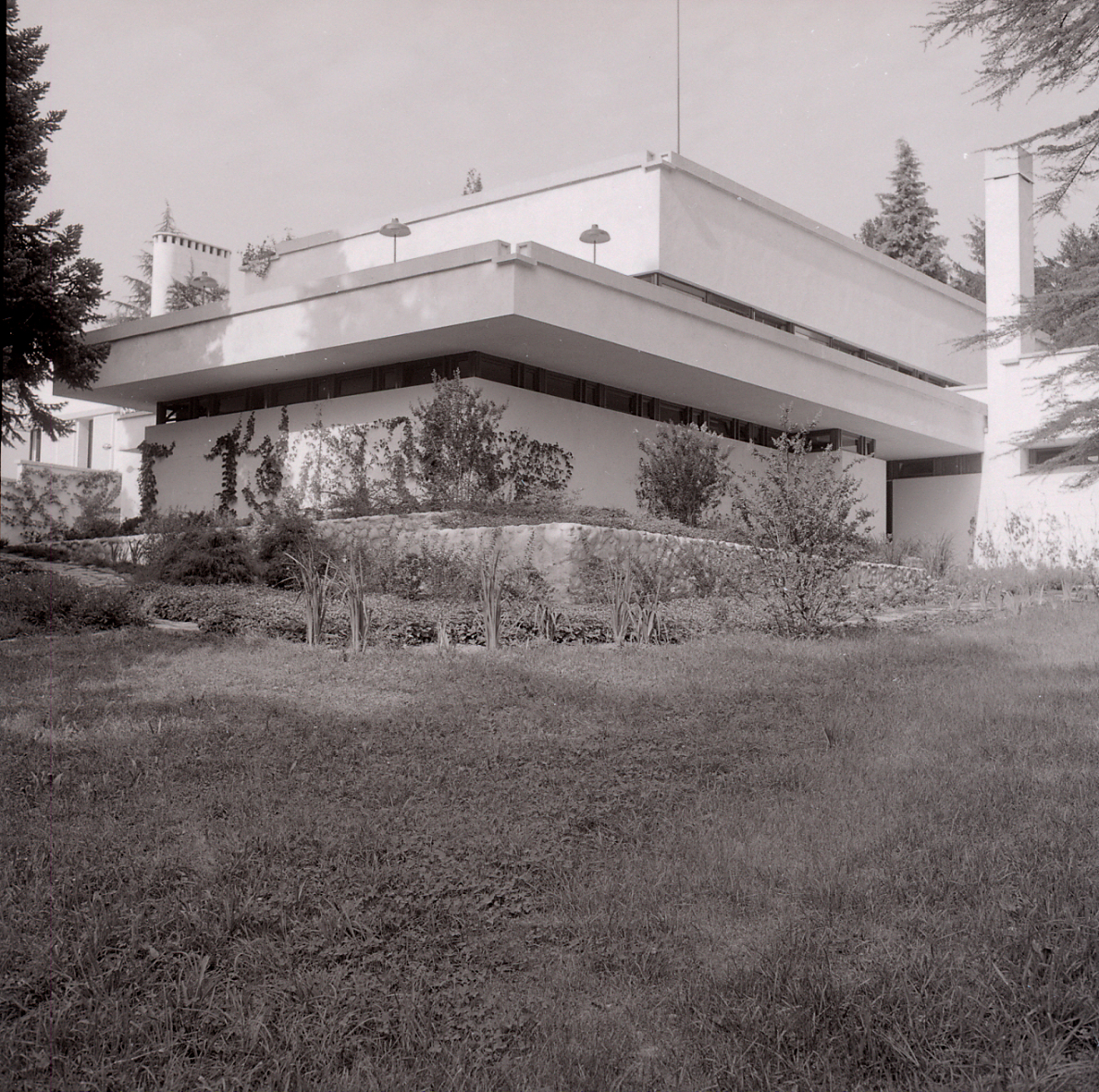
Golf club de Carimate (con Guido Veneziani)
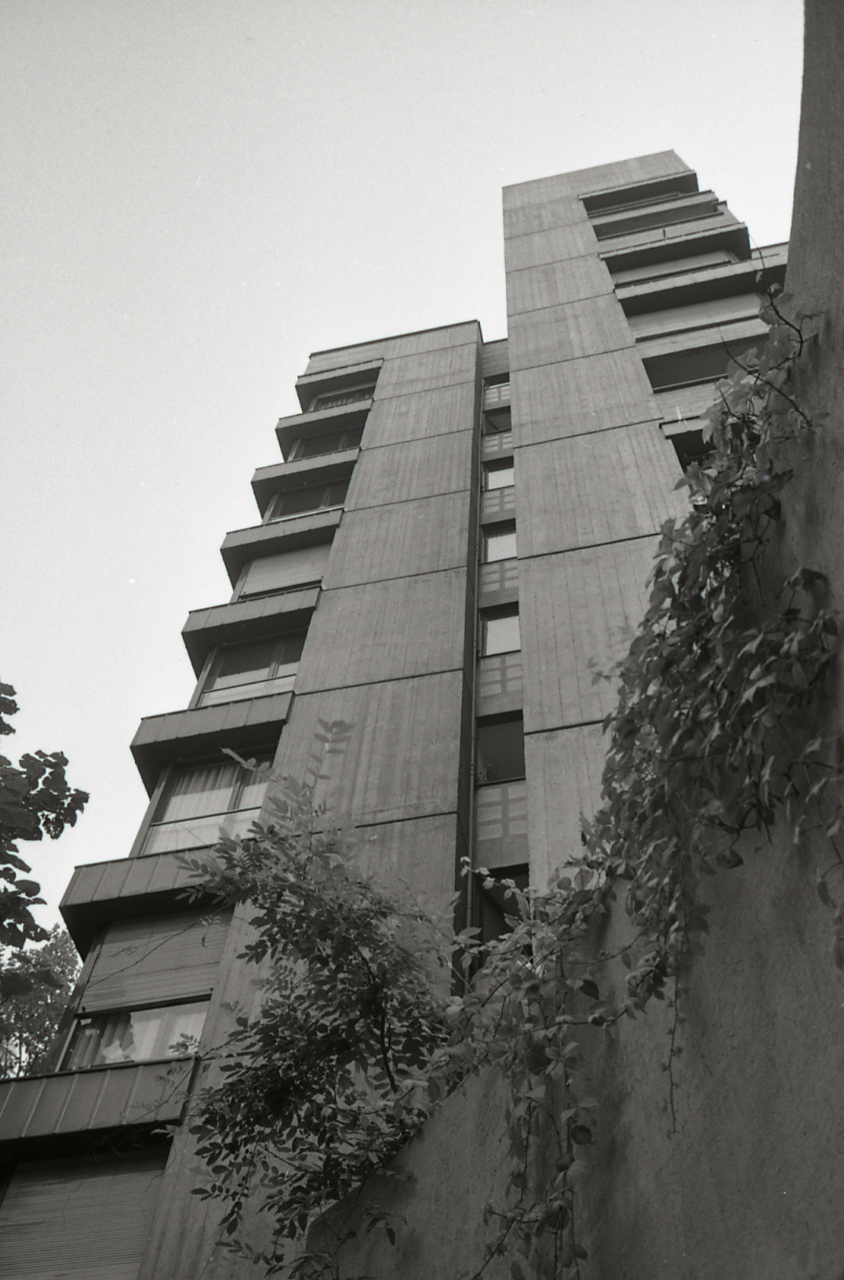
Milán, casa torre en piazzale Aquileia 8, 1964-1965